# برازوس (نیومکزیکو)
برازوس، نیومکزیکو (به انگلیسی: Brazos) یک محدوده ثبت‌نشده در ایالات متحده آمریکا است که در شهرستان ریو آریبا، نیومکزیکو واقع شده‌است. برازوس ۴۴ نفر جمعیت دارد و ۲٬۲۵۴٫۹۴ متر بالاتر از سطح دریا واقع شده‌است.